# La Victoria (Boyacá)
La Victoria es un municipio colombiano, ubicado en la Provincia de Occidente del departamento de Boyacá. Dista aproximadamente 130 km de la ciudad de Chiquinquirá, la capital de la provincia y 210 km de la ciudad de Tunja, capital del departamento. Cuenta con 16 veredas y el poblado centro donde se ubica el Centro de Salud Nuestra Señora de Las Victorias, La Alcaldía Municipal, la Institución Educativa Alfonso López Pumarejo, entre otras organizaciones. 

## Toponimia

### Origen lingüístico[3]
- Familia lingüística: Indoeuropea
- Lengua: Latín

### Significado
El nombre victoria proviene del latín uictoria, que significa “vencedor”, referido a la “superioridad o ventaja que se consigue del contrario”.

### Origen / Motivación

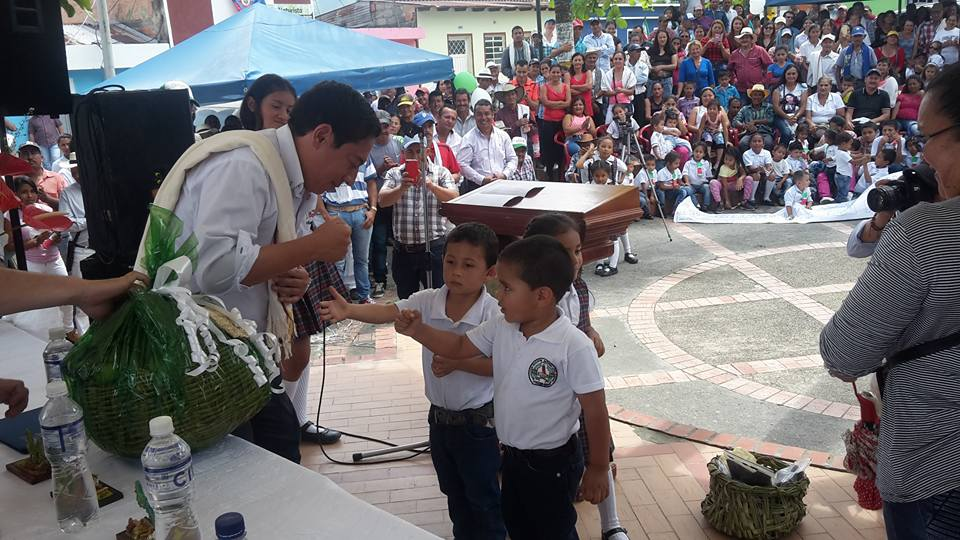
Gobernador de Boyacá visitando La Victoria

El nombre de La Victoria hace referencia al estado de ánimo de sus habitantes, por los sucesos ocurridos en el lugar, como la creación de un nuevo municipio en condiciones adversas.

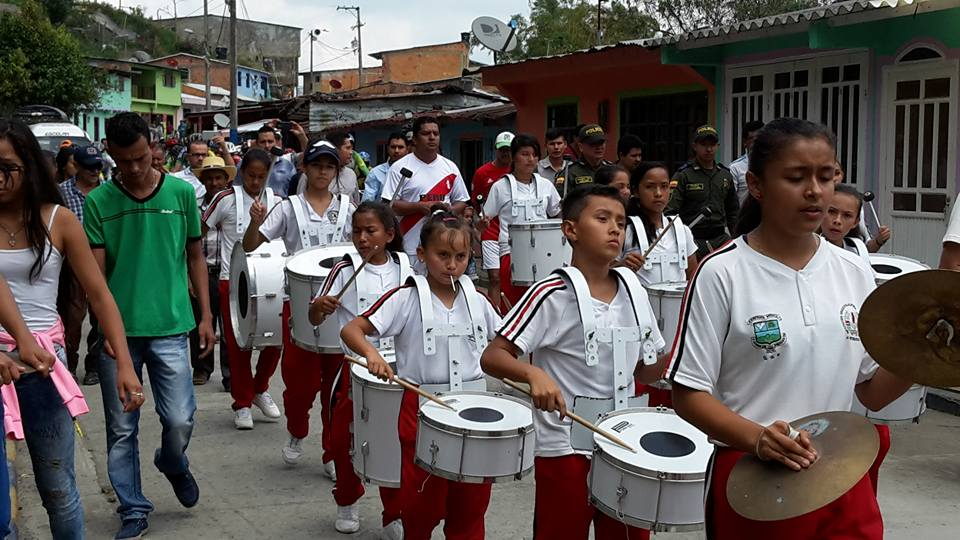
Estudiantes de la Institución Educativa Alfonso López Pumarejo - La Victoria Boyacá

## Historia
Antes de la llegada de los españoles, el territorio del municipio estaba habitado por los muzos grupo nativo perteneciente a la familia Caribe.
El municipio fue inspección de policía de Muzo hasta 1965, cuando mediante ordenanza N.º 05, de la Asamblea Departamental, se crea el Municipio de La Victoria. La población inicial del caserío provino de pobladores de Muzo y su desplazamiento se dio en la época de la Violencia política en Colombia. Los demás pobladores son nativos y descendientes de inmigrantes de las regiones cundinamarquesas de Tudela, Ibama, Yacopí y Topaipí. El poblado de La Victoria se estableció en 1956 pero reconocido como municipio oficialmente en 1965 y su primer alcalde fue Justo Emigdio Delgado, el cual cuando ocupara por segunda vez el cargo, fue objeto de un atentado con móvil político en 1971, a raíz del cual falleció.

## Geografía

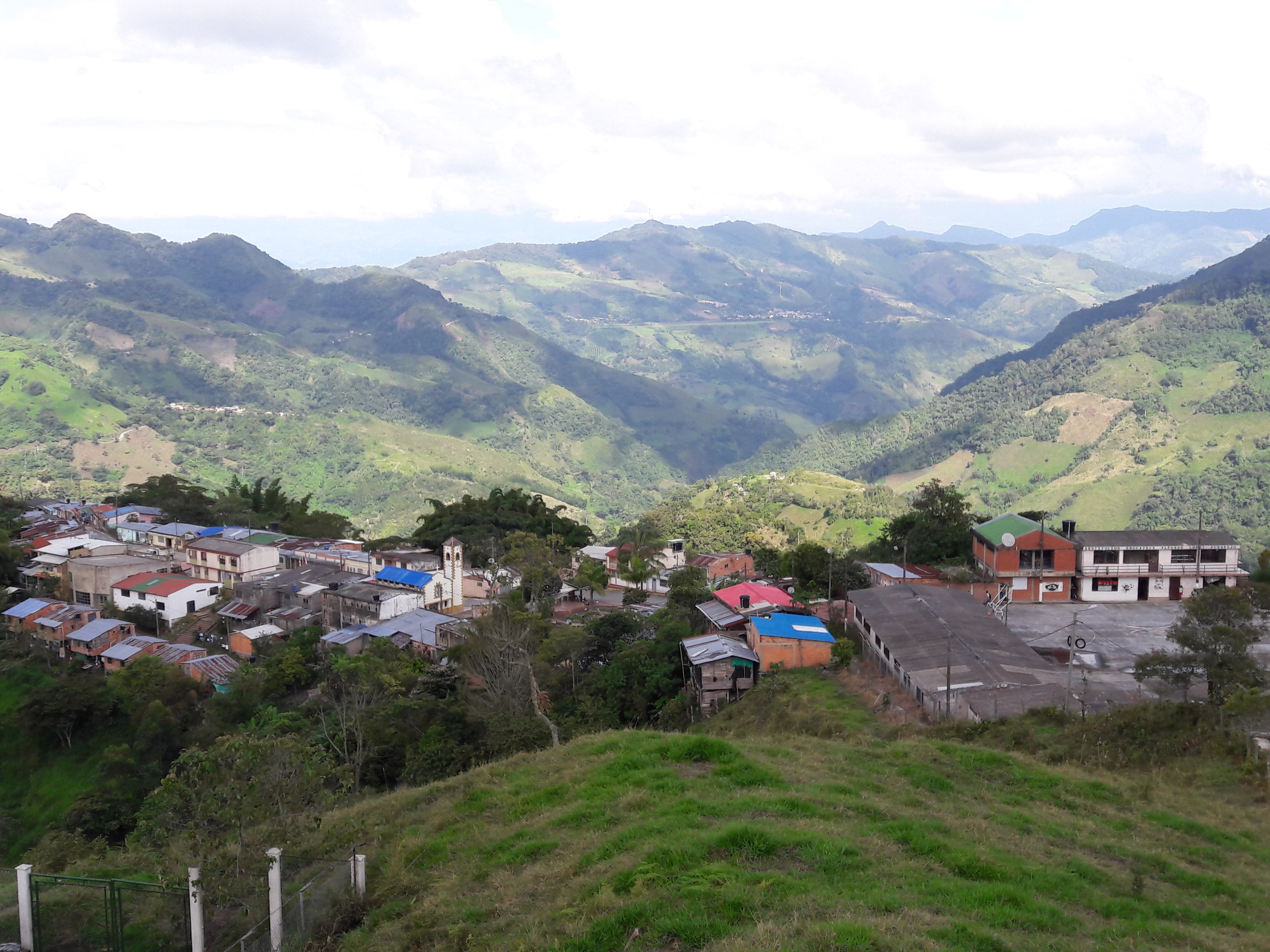
Municipio de La Victoria Boyacá

El municipio se localiza en la latitud Norte 05° 31' 33", longitud 74° 14' 10" oeste, a 1400 metros sobre el nivel del mar. Su temperatura media es de 23,4 °C, con una precipitación media anual de 3020 mm². Se encuentra a 214 km de Bogotá y su superficie total es de 110 km².

### Datos del municipio
- Extensión total: 110 km²
- Extensión área urbana:
- Extensión área rural:
- Población: 1,645
- Cabecera: 717
- Resto: 928
- Altitud de la cabecera municipal: 1400 m s. n. m.
- Temperatura media: 23,4 °C
- Distancia de referencia: 214 km a Bogotá

### Límites
| Noroeste: Quípama                                | Norte: Quípama                              | Nordeste: Quípama                               |
| Oeste: Yacopí ( Cundinamarca) (Río Guaguaquí)    |                                             | Este: Quípama                                   |
| Suroeste: Yacopí ( Cundinamarca) (Río Guaguaquí) | Sur: Yacopí ( Cundinamarca) (Río Guaguaquí) | Sureste: Yacopí ( Cundinamarca) (Río Guaguaquí) |

### División administrativa
El municipio está organizado en veredas: Buenavista, Cedros, Centro, Chapon, El Banco, Guadualito, Guamon, La Loma, Noposal, Paime, Puenton, Ramal, San Luis, San Martín, Santa Helena y Tocanal Nariño.

## Economía
El desenvolvimiento económico del municipio se ha visto reducido a causa de la falta de vías de penetración y vías de transporte rápido. La mayor parte de su producción agrícola se sustenta en el café, la caña de azúcar, el cacao, el plátano, la yuca, el aguacate, el zapote, la pitahaya además de la producción ganadera que proporciona una fuente adicional de ingresos; si bien el municipio hace parte del área esmeraldífera del occidente de Boyacá, la explotación ha sido incipiente y no se reconoce como actividad económica.

## Turismo
El turismo en La Victoria es principalmente de tipo ecológico. Sus espectáculos principales son las riñas de gallos, de origen hispánico, y sus ferias y fiestas que se llevan a cabo en el mes de octubre. La fiesta religiosa más importante es de Nuestra Señora de La Victoria, anualmente cada 28 de octubre. El día de mercado es el domingo.